# Loire-Authion
Loire-Authion é uma comuna francesa na região administrativa da Pays de la Loire, no departamento de Maine-et-Loire. Estende-se por uma área de 113,66 km². Em 2010 a comuna tinha 16 394 habitantes (densidade: 144,2 hab./km²).
A municipalidade foi estabelecida em 1 de janeiro de 2016 e consiste na fusão das antigas comunas de Saint-Mathurin-sur-Loire, Andard, Bauné, La Bohalle, Brain-sur-l'Authion, Corné e La Daguenière.